# Diapers.com
Diapers.com — спеціалізований інтернет-магазин дитячих товарів з 2005 по 2017 рік. Його заснували Марк Лоре та Вініт Бхарара в Монтклері, штат Нью-Джерсі. Спочатку названа 1800DIAPERS, компанія займалася поставками витратних матеріалів, таких як підгузники, серветки та суміші.

## Історія
Марк Лоре та Вініт Бхарара запустили Diapers.com у 2005 році. На момент запуску компанія продавала памперси, орієнтуючись на матерів з дітьми до 3 років. У перший рік компанія продала підгузників та сумішей на 2,5 мільйони доларів.
Лоре і Бхарара відкрили офіс у Монтклері, штат Нью-Джерсі, у 2006 році, а наступного року найняли першого штатного працівника.
Спочатку компанія була створена в 2005 році як 1800Diapers, а згодом компанія стала Diapers.com і розширилася, включивши Soap.com, а також інші сайти материнської компанії Quidsi, Inc. Diapers, Inc. змінила свою назву на Quidsi в 2009 році. Amazon.com придбала Quidsi, Inc. за 545 мільйонів доларів 8 листопада 2010 року. Однак вона продовжувала працювати самостійно та дотримуватися моделі інтеграції, подібної до тієї, яку Amazon використовує із Zappos.com до квітня 2017 року.